# Юусо, Анни-Кристина
Анни-Кристина Юусо (северносаам. Ánne Risten Juuso, фин. Anni-Kristiina Juuso, род. 4 мая 1979 в Ивало) — финская актриса и радиожурналист саамского происхождения.

## Биография
Анни-Кристина Юусо родилась в финской провинции Лапландия, в посёлке Ивало. Её мать — финка, отец — саам; он с детства учил дочь саамскому языку и саамским традициям.
С 1994 года училась в Высшей школе искусств в Хельсинки, в 1998—1999 годах — в Высшей народной школе в Лахти.
Известна прежде всего как исполнительница главной женской роли в российском фильме «Кукушка» (2002) режиссёра Александра Рогожкина. За эту роль она была удостоена многих кинематографических наград, в том числе стала лауреатом государственной премии Российской Федерации за 2003 год в области литературы и искусства.
В начале 2008 года вышел второй фильм с участием Юусо — «Восстание в Каутокейно» норвежского режиссёра саамского происхождения Нильса Гаупа. Эта историческая драма посвящена судьбе саамов, поднявших восстание на севере Норвегии в 1852 году.
Работает также радиожурналистом на радиостанции YLE Sámi Radio (подразделении национальной телерадиокомпании Yleisradio Oy), ведущей радиовещание на саамских языках.
Живёт в Хельсинки, столице Финляндии.

## Фильмография
- 2002 — «Кукушка» (Россия) — Анни
- 2008 — «Восстание в Каутокейно» (Дания, Норвегия, Швеция) — Элен
- 2016 — «Сувениры из Москвы» / Tappajan näköinen mies (Финляндия) — Юлия

## Призы и награды
За фильм «Кукушка»
- 2002 — Х Кинофестиваль «Окно в Европу», Выборг, 2002 — приз «За лучшую женскую роль».
- 2002 — премия Национальной гильдии кинокритиков и кинопрессы «Золотой Овен» — приз «За лучшую женскую роль».
- 2003 — премия «Ника» за лучшую женскую роль (первая в истории актриса без российского гражданства, получившая эту премию).
- 2003 — международный кинофестиваль в Трое, Португалия — приз «За лучшую женскую роль».
- 2003 — XI кинофестиваль российского кино в Онфлере, Франция — приз «За лучшую женскую роль».
- 2003 — Государственная премия Российской Федерации в области литературы и искусства съёмочной группе фильма «Кукушка», в том числе Анни-Кристине Юусо.

За фильм «Восстание в Каутокейно»
- 2008 — Премия «Аманда» — приз «За лучшую женскую роль».